# 笹倉和幸
笹倉 和幸（ささくら かずゆき、1959年 - ）は、兵庫県出身の日本の経済学者。専門はマクロ経済理論。早稲田大学政治経済学術院教授。

## 略歴
1991年、早稲田大学政治経済学部大学院経済学研究科博士後期課程満期退学。日本鋼管（現JFEスチール、JFEエンジニアリング）勤務、福岡大学経済学部助教授、早稲田大学教育学部教授、早稲田大学政治経済学部教授を経て、2004年より、早稲田大学政治経済学術院教授。2010年からは、同大学学生部長、キャリア・センター長をつとめる。

## 単著
- 『標準 マクロ経済学』（東洋経済新報社、2008年）

## 共著
- （秋葉弘哉、永田良、藪下史郎、若田部昌澄）『経済学入門』　（東洋経済新報社、2000年）
- （石井安憲、永田良、若田部昌澄）『経済学入門（第二版』（東洋経済新報社、2007年）
- （堀口健治）『現代総合商社論』（早稲田大学出版部、2011年）

## 訳書
- （ピエール・N.V. チュー）『経済分析とダイナミカルシステム』（文化書房博文社、1997年）
- （ソロモス・ソロム）『長期波動の経済分析―コンドラチェフ波からクズネッツ波へ』（東洋経済新報社、1997年）
- （ハンス-ヴァルター・ローレンツ）『非線形経済動学とカオス』（日本経済評論社、2000年）

## 所属学会
- 日本経済学会